# جون أ. فوكس
جون أ. فوكس (بالإنجليزية: John A. Fox)‏ هو مهندس معماري أمريكي، ولد في 1836، وتوفي في 1920.